# دانيال (لاعب كرة قدم مواليد 1981)
دانيال هو لاعب كرة قدم برازيلي في مركز حراسة المرمى، ولد في 4 يونيو 1981 في ساو باولو في البرازيل. لعب مع Operário Futebol Clube (Várzea Grande) ‏.

## وصلات خارجية
- دانيال (لاعب كرة قدم مواليد 1981) على موقع قاعدة بيانات كرة القدم.إي يو (الإنجليزية)
- دانيال (لاعب كرة قدم مواليد 1981) على موقع Soccerway.com (الإنجليزية)